# Xã Bluffton, Quận Otter Tail, Minnesota
Xã Bluffton (tiếng Anh: Bluffton Township) là một xã thuộc quận Otter Tail, tiểu bang Minnesota, Hoa Kỳ. Năm 2010, dân số của xã này là 479 người.